# Commodore VIC-20
El VIC-20 (acrònim per a Video Interface Chip; Alemanya: VC-20; Japó: VIC-1001) va ser un microordinador de 8 bits llançat el 1981 per la Commodore Business Machines. Va ser anunciat el 1980, més o menys tres anys després del PET, primer ordinador personal de Commodore. El VIC-20 va ser el primer microordinador a vendre un milió d'unitats.

## Història

### Origen i màrqueting
El VIC-20 va ser pensat amb l'objectiu de ser més econòmic que l'ordinador PET, també propietat de Commodore. Estava compost per 5 kB de SRAM, la CPU MOS Technology 6502 i el xip de vídeo MOS Technology VIC, dissenyat per Al Charpentier el 1977 i destinat a utilitzar-se en pantalles i consoles de baix cost.
Jack Tramiel volia presentar al CES de gener de 1980 un producte que pogués competir en el mateix segment que l'Apple II, el qual va guanyar popularitat amb l'arribada de VisiCalc el 1979. Per aquesta raó Chuck Peddle i Bill Seiler van començar a dissenyar un ordinador anomenat TOI (The Other Intellect) que finalment no va poder materialitzar-se perquè requeria de la utilització del xip MOS Technology 6564 i, per tant, una sRAM molt cara, per funcionar correctament.
Mentrestant, l'enginyer de primer any Robert Yannes a MOS Technology (que formava part de Commodore) va dissenyar un ordinador a casa seva anomenat MicroPET, i va finalitzar un prototip amb l'ajuda d'Al Charpentier i Charles Winterble. Jack Tramiel, després de veure el prototip inacabat, va demanar la seva finalització i posterior producció en massa, a més d'una demostració limitada al CES.
El preu del hardware informàtic disminuïa amb l'inici de la nova dècada, i Tramiel va veure un mercat emergent: vendre ordinadors de baix cost a petites botigues, enfocats a novells en comptes de professionals o usuaris amb experiència en la programació. Fins aquest moment, el mercat d'ordinadors personals s'havia limitat principalment a la seva venda per correu o a través distribuïdors autoritzats, amb l'única excepció de Radio Shack, que disposava de botigues pròpies. Radio Shack havia aconseguit un èxit considerable amb el TSR-80 Model I, un ordinador de cost relativament baix que va tenir un bon èxit de vendes entre els principiants, i a 1980 va llençar el Color Computer, que estava dirigit als mercats domèstics i educatius. Es connectava a un televisor i utilitzava cartutxos ROM per al software.
El prototip produït per Yannes tenia poques de les característiques requerides per a un ordinador real, així que Robert Russell va coordinar i acabar moltes parts del disseny amb el nom clau de Vixen a la seu de Commodore. Les parts aportades per Russell incloïen una adaptació del sistema operatiu (kernel i intèrpret BASIC) extreta del disseny de John Feagans per al Commodore PET, un conjunt de caràcters PETSCII, una interfície compatible amb l'Atari 2600 i un port per a cartutxos ROM. La interfície serial CBM-488 (derivada de la IEE 488) va ser dissenyada per Glen Stark. Va servir per diferents propòsits, entre ells tenir un cost substancialment menor que la IEE-488 al PET, utilitzar cables i connector més petits per permetre el disseny d'una caixa més compacta i, a més, complir les noves regulacions de la FCC sobre emissions d'RFI per part de l'electrònica domèstica. En total, l'equip de desenvolupament del VIC 20 estava format per cinc persones, que s'anomenaven a si mateixes com els "VIC Commandos". Segons un dels integrants de l'equip, Neil Harris, "No vam poder obtenir cap cooperació de la resta de la companyia, que pensaven que érem uns bromistes perquè treballàvem fins tard, aproximadament una hora després que els altres haguessin abandonat l'edifici. Vam aconseguir colar l'equipament que necessitàvem per fer la nostra feina. No hi havia cap altra manera de fer el treball! […] van descobrir què faltava i simplement van demanar més equip, així que tothom va disposar d'allò que li calia per fer la seva feina." En aquest moment Commodore tenia un excés de xips SRAM d'1 kbit x 4, així que Tramiel va decidir que aquests haurien d'utilitzar-se en el nou ordinador. El resultat final va ser possiblement més proper als ordinadors PET o TOI que al prototip de Yannes, tot i que amb un xip VIC de 22 columnes en lloc dels xips personalitzats dissenyats per ordinadors més ambiciosos. Com que la quantitat de memòria a la placa del sistema del VIC-20 era molt petita tot i pels estàndards de 1981, l'equip de disseny va utilitzar una sRAM més cara pel seu poc consum energètic, bona sortida de calor i menys circuits de suport.
Mentre que els nous PET disposaven d'una actualització del BASIC 4.0, que tenia comandaments de disc i una recol·lecció de brossa millorada, el VIC-20 va tornar al BASIC 2.0 de 8 kB utilitzat en els PET anteriors com a part d'un altre dels objectius de l'equip de disseny, que limitava la ROM del sistema a només 20 kB. Com que el BASIC de Commodore havia estat dissenyat per al PET, que només tenia capacitats audiovisuals limitades, no hi havia funcions de so o gràfiques dedicades, per la qual cosa els programadors de VIC-20 havien d'utilitzar un gran nombre d'instruccions POKE i PEEK per a això. D'altra banda els principals competidors de l'ordinador, l'Atari 400 i el TRS-80 Color Computer, si disposaven de BASIC amb totes les seves funcions i suport per al hardware gràfic i de so. El fet d'utilitzar un BASIC més limitat al VIC-20 mantindria el seu preu baix i l'usuari podria comprar un extensor per separat si desitjava comandaments gràfics o de so.
Tot i que el TRS-80 Color Computer i l'Atari 400 només tenien sortida de vídeo RF, el VIC-20 tenia una sortida composta, que proporcionava una imatge més nítida i més neta si s'utilitzava un monitor dedicat. Un modulador de RF extern era necessari per a l'ús de l'ordinador amb un televisor, i no s'havia inclòs internament per complir les normes de la FCC (Commodore va pressionar i va aconseguir alleugerar-les l'any 1982, de manera que el C64 va tenir un modulador de RF intern).
El VIC-20 va experimentar diverses variacions en els seus tres anys i mig de producció. Els models de primer any (1981) tenien un teclat semblant als del PET, mentre que la majoria de VIC-20 fabricats durant 1982 tenien un teclat lleugerament diferent, més proper als dels primers C64. El logo en color del VIC-20 es va introduir a principis de 1983, així com el nou teclat C64 amb tecles de funció i la placa base Revision B. Disposava d'una font d'alimentació similar a la PSU C64, encara que l'amperatge era lleugerament inferior. Una PSU C64 "Black Brick" és compatible amb la Revision B del VIC-20; tanmateix, no es recomana utilitzar la PSU del VIC a un C64 si hi a instal·lats dispositius externs, ja que sobrepassarien la potència disponible. Les revisions antigues del VIC-20 no poden usar la PSU del C64 o a l'inrevès, ja que la potència requerida és massa alta.
L'abril de 1980, en una reunió de directors generals fora de Londres, Jack Tramiel va declarar que volia un ordinador a color de baix cost. Quan la majoria dels directors generals van argumentar contra ell, va dir: "Els japonesos estan arribant, així que ens convertirem en els japonesos". Això estava d'acord amb la filosofia de Tramiel que era fer "ordinadors per a les masses, no per a les classes". El concepte va ser defensat a la reunió per Michael Tomczyk, recentment contractat estratega de màrqueting i assistent del president, Tony Tokai, director general de Commodore-Japan, i Kit Spencer, el major executiu de màrqueting del Regne Unit. Després van donar-li el projecte a Commodore Japan; un equip d'enginyeria liderat per Yash Terakura va crear el VIC-1001 per al mercat japonès. El VIC-20 es va comercialitzar al Japó com VIC-1001 abans que el VIC-20 es presentés als Estats Units.
Quan van tornar a Califòrnia de la reunió, Tomczyk va escriure una memòria de 30 pàgines amb recomanacions detallades per al nou ordinador, i li va presentar a Tramiel. Aquestes recomanacions incloïen tecles de funció programables (inspirades per alguns dels ordinadors japonesos més competents), tecles d'escriptura de mida completa i la incorporació del RS-232. Tomczyk va insistir a l'enginyer Yash Terakura en la "facilitat d'ús" com a directriu principal per al nou ordinador, i va proposar un preu de 299,95 dòlars. Va reunir un equip de màrqueting i un petit grup d'aficionats a la informàtica i va treballar estretament amb companys del Regne Unit i el Japó per crear empaquetaments de colors, manuals d'usuari i la primera onada de programes informàtics (principalment jocs i aplicacions per a la llar).
Mentre que el PET es va vendre a través de distribuïdors autoritzats, el VIC-20 principalment es va vendre a botigues, com per exemple botigues de joguines, on podia competir directament amb les consoles de videojocs. Va ser el primer ordinador venut al K-Mart, i Commodore va fer anuncis amb la col·laboració de l'actor William Shatner (famós pel seu paper a Star Trek) com a portaveu. La personalitat televisiva Henry Morgan (conegut principalment pel concurs televisiu I've Got a Secret) es va convertir en el comentarista d'una sèrie d'anuncis de productes Commodore.
El VIC-20 tenia 5 KB de RAM, dels quals només 3,5 KB es mantenien disponibles a l'inici (exactament 3583 bytes). L'ordinador es pot ampliar fins a 40 KB amb un cartutx de memòria complementari (un màxim de 27,5 KB es pot utilitzar per a BASIC).
El "20" del nom de l'ordinador va provocar algun debat sobre el seu significat. Es va suposar que es referia a l'amplada de text de la pantalla (encara que de fet el VIC-20 tenia 22 columnes de text i no 20) o que es referia a la mida combinada de les ROM del sistema (8 KB BASIC + 8 KB KERNAL + 4 KB ROM). Bob Yannes va afirmar que "20" no significava res en particular: "Simplement vam triar el 20 perquè semblava un nombre amigable, i el lema del màrqueting de l'ordinador era "L'ordinador amigable". Vaig sentir que això equilibrava les coses una mica, ja que "Vic" sona com el nom d'un conductor de camions."

### Descens
El VIC-20 va ser l'ordinador més venut de 1982, amb 800.000 unitats. Es va vendre un milió al final de l'any i es van arribar a produir 9000 unitats al dia. Durant l'estiu del mateix any, Commodore va donar a conèixer el Commodore 64, un ordinador més avançat amb 64 KB de memòria RAM i unes capacitats de so i gràfics considerablement millorades. Les vendes van ser lentes al principi a causa de problemes de fiabilitat i manca de programari, però a mitjans de 1983 van millorar, empitjorant les del VIC-20 indirectament. A mitjans de 1983 l'ordinador es venia per menys de $ 90. L'últim perifèric disponible del VIC-20 era el VIC-Talker, un sintetitzador de veu.

### Aplicacions
El BASIC de VIC-20 és compatible amb els PET, excepte els comandaments PEEK i POKE. El format Datasette és el mateix. Abans de l'alliberament de l'ordinador, un executiu de Commodore va prometre que tindria "suficient documentació addicional per permetre que un programador / aficionat experimentat s'instal·lés i deixés que la seva imaginació funcionés". A causa de la seva petita memòria i pantalla de baixa resolució en comparació amb alguns altres ordinadors de l'època, el VIC-20 es va utilitzar principalment per a programes i jocs educatius. Tanmateix, també es van fer aplicacions de productivitat com ara programes de finances per a la llar, fulls de càlcul i programes de terminals de comunicació per al sistema.
El VIC tenia una important biblioteca de programari de domini públic i lliure. Aquest programari es va distribuir a través de serveis en línia com CompuServe i BBSs, així com offline a través del correu o de grups d'usuaris. Diverses revistes d'ordinadors comercialitzades en quioscs, com ara Compute!, Family Computing, RUN, Ahoy! i Commodore Power Play, produïdes per CBM, van oferir consells de programació per al VIC-20.
S'han trobat uns 300 títols comercials disponibles al cartutx i altres 500 o més estan disponibles a la cinta. Alguns dels títols inclosos en el cartutx van ser Gorf, Radar Rat Race, Sargon II Chess, Jupiter Lander, etc.
El baix cost de VIC va ser utilitzat per l'Autoritat de serveis públics de Fort Pierce, Florida, per mesurar l'entrada i sortida de dos dels seus generadors i mostrar els resultats en els monitors de tota la planta.

## Especificacions tècniques
| Parts          | Especificacions                                                                                | Especificacions |
| -------------- | ---------------------------------------------------------------------------------------------- | --------------- |
| UCP            | MOS Technology 6502 a 1,00 MHz                                                                 |                 |
| RAM            | 5 KiB— 64 KiB (màx.)                                                                           |                 |
| ROM            | 16 KiB                                                                                         |                 |
| Teclat         | mecànic, 66 tecles                                                                             |                 |
| Monitor        | televisor o monitor RGB; mode text: 23 x 22 caràcters; mode gràfic: 184 x 176 pixels, 8 colors |                 |
| So             | 3 veus i 3 octaves                                                                             |                 |
| Ports          | port d'expansió, 1 port de cartutx, ports de casset, 1 port sèrie, 1 port de joystick          |                 |
| Emmagatzematge | casset o disquetera VIC-1541 (5,25", 170 KiB)                                                  |                 |